# E462
E462 eller Europaväg 462 är en 310 kilometer lång europaväg som börjar i Brno i Tjeckien och slutar i Kraków i Polen.

## Sträckning
Brno - Olomouc - (gräns Tjeckien-Polen) - Bielsko-Biała -Kraków

## Standard
Vägen är landsväg hela sträckan, förutom en kort bit motorväg närmast Brno.

## Anslutningar till andra europavägar
| - E50 - E65 - E461 - E442 |  | - E75 - E77 - E40 |